# زی:آ
زی:آ (انگلیسی: ZE:A; کره‌ای: 제국의 아이들) همچنین با نام بچه‌های امپراتور (انگلیسی: Children of Empire) نیز شناخته می‌شود، یک گروه پسرانهٔ کره‌ای شکل گرفته توسط استار امپایر انترتینمنت در سال ۲۰۱۰ است. این گروه متشکل از نه عضو است: کوین، هوانگ کوانگ‌هی، ایم شی‌وان، لی هو، کیم ته هون، جونگ هی چول، ها مین وو، کیم دونگ-جون و پارک هیونگ شیک. این گروه در ۷ ژانویه ۲۰۱۰ با انتشار نخستین آلبوم تک‌آهنگ خود به نام تولد (Nativity) و تک‌آهنگ لید آن به نام «شاد باش» (Mazeltov)، فعالیت خود را آغاز کرد و در کنار آن، اجرای شوکیس خود را پنج روز بعد از دبیو انجام داد. این گروه نخستین بار در برنامهٔ بانک موسیقی شبکهٔ کی‌بی‌اس در ۱۵ ژانویه ۲۰۱۰ حضور پیدا کرد.

## اعضا
- کوین (케빈) — وکال
- هوانگ کوانگ‌هی (황광희) — وکال
- ایم شی‌وان (임시완) — وکال
- لی هو (이후) — لیدر، وکال
- کیم ته هون (김태헌) — رپ
- جونگ هی چول (정희철) — رپ
- ها مین وو (하민우) — رپ، وکال
- پارک هیونگ شیک (박형식) — وکال
- کیم دونگ-جون (김동준) — وکال[۲]

## زیرگروه‌ها
- زی:آ فایو (شی‌وان، هیونگ‌شیک، کوین، مین‌وو و دونگ‌جون)
- زی:آ فوریو (کوانگ‌هی، لی هو، ته‌هون و هیچول)
- زی:آ جی (کوین، ته‌هون، هیچول، مین‌وو و دونگ‌جون)

## جوایز

### جوایز موسیقی آسیایی ام‌نت
| سال  | اثر نامزد شده | جایزه                     | نتیجه    |
| ---- | ------------- | ------------------------- | -------- |
| ۲۰۱۰ | «ماما»        | بهترین آرتیست تازه‌کار مرد | نامزدشده |

### افتخارات دولتی
| کشور      | سال  | افتخارات                               | منابع |
| --------- | ---- | -------------------------------------- | ----- |
| کره جنوبی | ۲۰۱۱ | لوح تقدیر وزارت فرهنگ، ورزش و جهانگردی | [ ۷ ] |